# Финал Кубка СССР по футболу 1937
Финал Кубка СССР по футболу 1937 года — второй финал Кубка СССР. Матч состоялся 16 июля 1937 года на стадионе «Динамо» в Москве. В финале встретились две динамовские команды из группы А Чемпионата СССР, московская и тбилисская.

## Путь к финалу
| Динамо (Москва)           | Динамо (Москва) | Динамо (Москва) | Динамо (Тбилиси) | Динамо (Тбилиси)    | Динамо (Тбилиси) |
| ------------------------- | --------------- | --------------- | ---------------- | ------------------- | ---------------- |
| Динамо (Минск)            | 1:4             | 1/64 финала     | 1/64 финала      | Зенит (Таганрог)    | 1:9              |
| Красное знамя (Егорьевск) | 0:3             | 1/32 финала     | 1/32 финала      | Спартак (Ереван)    | 4:1              |
| Торпедо (Горький)         | 5:2             | 1/16 финала     | 1/16 финала      | Нефтяник (Баку)     | 3:0              |
| ГОЛИФК (Ленинград)        | 3:2 (д.в.)      | 1/8 финала      | 1/8 финала       | Локомотив (Тбилиси) | 4:0              |
| Динамо (Казань)           | 5:1             | 1/4 финала      | 1/4 финала       | Динамо (Киев)       | 2:1              |
| Локомотив (Москва)        | 4:1             | 1/2 финала      | 1/2 финала       | ЦДКА (Москва)       | 0:1              |

## Детали матча
| Динамо (Москва)                                            | 5:2      | Динамо (Тбилиси)                                 |
| ---------------------------------------------------------- | -------- | ------------------------------------------------ |
| Смирнов 21′ (пен.) · Семичастный 22′, 35′, 72′ · Ильин 75′ | Протокол | В.Бердзенишвили 19′ · М.Бердзенишвили 60′ (пен.) |

| Динамо (Москва) | Динамо (Тбилиси) |

| Динамо (Москва): |  |                    |     |
|                  |  |                    |     |
| В                |  | Евгений Фокин      |     |
| З                |  | Виктор Тетерин     |     |
| З                |  | Аркадий Чернышёв   |     |
| П                |  | Алексей Лапшин     |     |
| П                |  | Гавриил Качалин    |     |
| П                |  | Александр Рёмин    |     |
| Н                |  | Михаил Семичастный |     |
| Н                |  | Михаил Якушин      |     |
| Н                |  | Василий Смирнов    |     |
| П                |  | Евгений Елисеев    | 85' |
| Н                |  | Сергей Ильин (к)   |     |
| Запасной:        |  |                    |     |
| Н                |  | Алексей Пономарёв  | 85' |
| Главный тренер:  |  |                    |     |
| Виктор Дубинин   |  |                    |     |

| Динамо (Тбилиси): |  |                        |
|                   |  |                        |
| В                 |  | Александр Дорохов      |
| З                 |  | Шота Шавгулидзе (к)    |
| З                 |  | Георгий Чумбуридзе     |
| П                 |  | Григорий Гагуа         |
| П                 |  | Михаил Минаев          |
| П                 |  | Владимир Джорбенадзе   |
| Н                 |  | Тенгиз Гавашели        |
| П                 |  | Михаил Бердзенишвили   |
| Н                 |  | Борис Пайчадзе         |
| Н                 |  | Владимир Бердзенишвили |
| Н                 |  | Михаил Асламазов       |
| Главный тренер:   |  |                        |
| Алексей Соколов   |  |                        |

## Ход матча
Обе команды в начале игры вели атаки по преимуществу центровой тройкой, так как края были надежно «прикрыты» полузащитниками. Постепенно в атаку с обеих сторон стала включаться вся пятерка нападающих, и на 19-й минуте первый мяч оказался в воротах москвичей. Его забил В. Бердзенишвили, закончивший атаку, начатую Пайчадзе и продолженную Гавашели. Однако преимущество тбилисцев в счёте продержалось не долго. Через две минуты В. Смирнов реализовал 11-метровый штрафной удар, ещё через минуту М. Семичастный забил второй мяч, а когда до конца первой половины игры оставалось 10 минут, он же провел третий.
Во второй половине матча тбилисцы забили ещё один мяч (М. Бердзенешвили с 11-метрового штрафного удара), а москвичи (М. Семичастный и С. Ильин) ещё два, и обладателями почётного приза стали динамовцы столицы.
Впервые кубок вручили победителям непосредственно на стадионе сразу после игры, и в первый раз был совершён круг почета. Правда, не индивидуальный — коллективный. Вот как об этом писала газета «Красный спорт»:
Матч окончен... Звучит мелодия «Марша футболистов». Запасные вратари команд-финалистов несут шёлковые знамёна своего общества. Обе команды подходят к центру Северной трибуны. Со стороны Южной трибуны выходят московские команды — участники розыгрыша Кубка СССР: «Спартак», «Торпедо», «Сталинец», «Металлург», «Буревестник», «Красный кондитер», ЦДКА, Трудкоммуна.
К микрофону подходит заместитель председателя Всесоюзного комитета тов. Б. А. Кальпус...

От имени победителей Кубка СССР отвечает С. Ильин. Тов. Кальпус вручает Ильину Кубок, а игрокам жетоны... Все команды парадом проходят мимо трибун.